# Cathays
Cathays (pronunciación en inglés: /kəˈteɪz/ kə-TAYZ/ (del galés: Y Waun Ddyfal) es un distrito y una comunidad del centro de Cardiff, capital de Gales. Es un antiguo suburbio de Cardiff establecido en 1875. Está muy densamente poblado y contiene muchas Terraced houses, casas adosadas antiguas que le dan un ambiente de época victoriana. En 2011 contaba con una población de 20.121 habitaciones.

## Etimología
Es probable que el nombre sea "setos/cercado donde hay gatos monteses" del Middle English cat(t), connotación posiblemente dada la naturaleza semi-agrícola, semi-forestal de la zona en ese momento gatos monteses en vez de domesticados y la forma plural de hague/hay, que significa 'recinto', del Old English haga. Una explicación improbable que a veces se encuentra es que proviene de 'Cad Hayes' - cad, la palabra galés para la batalla y los diversos matices de significado de la hebrea medieval hebrea arriba. El término actual comparte su ortografía, pero no su pronunciación ni significado con 'Cathay', un nombre alternativo para China.

## Historia
En las tierras de labranza de la época medieval, en las afueras del antiguo castillo de Cardiff, Cathays abarca el límite norte de Cardiff medieval, marcado por el cruce de Fairoak Road y Crwys Road.
Después de John Stuart, primer marqués de Bute, se casó con el Hon. Charlotte Hickman-Windsor (hija de Lord Windsor) el 12 de noviembre de 1766 heredó grandes tierras, incluso en Cathays, al norte de su propiedad existente que había desarrollado parcialmente. Luego compró otras propiedades y granjas, al norte y al este, incluido lo que se convirtió en Parque de Cathays. Allí construyó una casa en Cathays con un costo de £ 40000 y adicional al ajardinado Parque de Cathays. Después que su hijo se hiciera cargo del título, prefirió vivir en el castillo de Cardiff, por lo que demolió la casa en 1815 y convirtió el parque de Cathays en una zona de pastoreo cerrada.

### Suburbio de Cardiff
Tras el desarrollo del segundo marqués de los muelles de Cardiff y el número resultante de nuevos trabajadores que se congregaron en Cardiff, en 1875 el entonces rural Cathays se convirtió en un suburbio de Cardiff. En ese momento algunas calles conducían por Woodville Road y Cathays Terrace. En 1900 la urbanización de Cathays prácticamente se completó, las granjas Allensbank y Wedal sobrevivieron brevemente, en 1914 se convirtieron en nombres de lugares locales.
Maindy Barracks se abrió en 1871 y con tropas del ejército norteamericano temporalmente estacionadas en tránsito en Cardiff durante la Primera y la Segunda Guerra Mundial, el sendero entre Gelligaer Street y New Zealand Road se conoció como "BURMA Road", cuando llegaron a conocer prostitutas.

### Baja tasa de jubilación
| 2011 Sala Electoral | adultos | retirados | % de adultos |
| ------------------- | ------- | --------- | ------------ |
| Cathays             | 18,693  | 370       | 1.98%        |

De más de 8570 salas en el censo de 2011 en Inglaterra y Gales, Cathays ocupó el puesto 8 en número de jubilados y el segundo en Gales, detrás de Menai, un barrio asociado con la Universidad de Bangor.

## Edificios y estructuras en Cathays
Desde 1840 la compañía Vale Railway desarrolló una línea ferroviaria a través de Cathays, donde también desarrollaron las obras ferroviarias de Cathays. Una gran instalación de construcción y mantenimiento de vagones y vagones, así como el depósito de locomotoras asociado, fueron adquiridos y mantenidos por Great Western Railway. Después de la nacionalización en 1946 British Railways vendió el negocio y arrendó el sitio a Pullman Company Ltd, donde mantuvieron sus carruajes hasta la década de 1970. El depósito se cerró a partir de finales de 1960, reconstruido para edificios ahora usados por la Universidad de Cardiff. El carro y los vagones se reurbanizaron a principios de la década de 2000 y ahora alberga una tienda Lidl y un bloque de alojamiento para estudiantes. La estación de Cathays se inauguró en 1983 junto al edificio de la Unión de Estudiantes que rodea las vías del tren.
En 1898 John Crichton-Stuart, tercer marqués de Bute vendió un terreno grande al Consejo de Cardiff para la construcción de un nuevo Ayuntamiento, imponiendo condiciones estrictas con respecto a qué propósito y dónde podría desarrollarse el desarrollo. Como resultado, el ayuntamiento se construyó tan al sur en el bloque de tierra comprado como fue posible y el área residual al norte se usó solo con fines cívicos, culturales y educativos. El Ayuntamiento, que costó £ 129000, se completó en 1905 cuando a Cardiff se le otorgó el estatus de ciudad.
La tierra comprada por el consejo al norte del ayuntamiento ahora alberga:
- La Universidad de Cardiff, que se mudó de Newport Road al Parque de Cathays en 1909.
- Museo Nacional de Cardiff, inaugurado en 1927.
- Monumento Nacional de Guerra de Gales, inaugurado en 1928.
- Crown Buildings, las oficinas principales del gobierno de Gales en Cardiff. El edificio más grande del Parque de Cathays

Maindy Pool era un pozo de arcilla, que gradualmente se había llenado de agua. Después de la muerte por ahogamiento de diez niños y adultos, se rellenó utilizándolo como un vertedero. En 1948 el edificio del Maindy Stadium comenzó en el mismo sitio, completado en 1951 que celebró carreras ciclistas en el Imperio Británico de 1958 y en los Juegos de la Commonwealth. Cuando el estadio se cerró y se reemplazó por un centro de ocio, parte del sitio se convirtió en una piscina.
La Cathays Library es una biblioteca de Carnegie construida en 1906 y restaurada en 2009-10.
Companies House posee los registros de registro de todas las compañías registradas en Inglaterra o Gales.

## Hoy en día
El área de Cathays, dada su proximidad a la mayoría de los lugares de enseñanza de la Universidad de Cardiff y el Hospital Universitario de Gales, ha experimentado una dramática caída en la ocupación de los propietarios con una alta proporción de viviendas en ocupación múltiple que dejan pasar a propietarios privados y dejan que las agencias la gran población estudiantil. Las cifras de 2012 disponibles en virtud de la Ley de Libertad de Información muestran que más del 70% de las casas en Cathays ahora son viviendas en ocupación múltiple. El mercado de comprar para alquilar ha disuadido a parejas jóvenes, familias y compradores por primera vez de establecer su hogar en el área.
John Parsons, futbolista del Arsenal y de Gales y el jugador de rugby internacional de Gales Richie Rees, vivían en Robert Street.
La escuela secundaria en Cathays es integral y mixta de 11-18 que comenzó con enseñanza primaria para niños en 1903 y se convirtió en secundaria en 1973.
A pesar de la urbanización de Cathays, hay un extenso parque alrededor del centro cívico, que incluye Gorsedd Gardens, Queen Alexandra Gardens, Bute Park y Blackweir.

## Transporte
El área es servida por la Cathays railway station al este de la zona con servicios frecuentes al sur de Cardiff Queen Street y Cardiff Central o al norte de Aberdare, Merthyr Tydfil o Treherbert a través de Pontypridd. Cardiff Bus ofrece muchos servicios en el área. Los siguientes servicios de autobús corren a lo largo de North Road (en el oeste) yendo a la estación de autobuses de Cardiff Central en la dirección opuesta.